# Щербак, Александр Викторович
Алекса́ндр Ви́кторович Щерба́к (1848—1894) — русский писатель, врач, участник Среднеазиатских походов и русско-турецкой войны 1877—1878 гг.

## Биография
Получил образование в Санкт-Петербургской медико-хирургической академии, по окончании которой в отряде «Красного Креста» принял участие в сербско-турецкой войне. Будучи контужен в одной из стычек с турками, Щербак остался в Черногории, откуда написал ряд корреспонденций в петербургскую газету «Голос». В начавшейся вскоре за тем русско-турецкой войне Щербак был поставлен во главе врачебно-санитарного пункта общества «Красного Креста» при отряде наследника цесаревича Александра Александровича. В 1880—1881 гг. принял участие в Ахал-Текинской экспедиции. Здесь под его наблюдением было сформировано несколько санитарных и питательных пунктов. Он, будучи в отделе камергера Балашова на позиции у Великокняжеской калы, всегда поспевал туда, где требовалась немедленная медицинская помощь, и участвовал во взятии Геок-Тепе.
Свои походные впечатления Щербак изложил в двух сочинениях: «Черногория и её война с турками в 1877— 78 гг.» (2 вып., СПб., 1878—1879 гг.) и «Ахал-Текинская экспедиция генерала Скобелева в 1880—1881 гг.» (СПб., 1884 г.; 2-е расширенное издание: СПб., 1900). Последнее сочинение было им напечатано первоначально в виде корреспонденций в газете «Порядок» (1880—1881 гг.). По возвращении из похода Щербак был назначен старшим врачом Санкт-Петербургской Александровской больницы для чернорабочих, а последние годы своей жизни состоял судовым врачом Добровольного флота и в качестве такового неоднократно сопровождал партии ссыльных на Сахалин и в другие отдалённые местности Сибири. Беседуя с ссыльными в пути и наблюдая их образ жизни на Сахалине, доктор Щербак написал ряд очерков «Ссыльнокаторжные на Сахалине», напечатанных в «Новом Времени». Кроме того, несколько статей Щербака о ссылке было помещено в «Тюремном Вестнике».
Во время одного из своих путешествий, 9 (21) сентября 1894 года, Александр Викторович Щербак скончался в Нагасаки (Япония), от рака гортани и полости рта; он был похоронен там же на Русском кладбище.
Был женат на дочери тайного советника Ореста Степановича Евецкого.

## Сочинения А. В. Щербака
- Ахал-тэкинская экспедиция генерала Скобелева в 1880-1881 гг. Из воспоминаний д-ра А. В. Щербака. СПб. 1900. Восточная литература. Дата обращения: 12 февраля 2011. Архивировано из оригинала 10 марта 2011 года.